# Mazda CX-80
Mazda CX-80 – samochód osobowy typu SUV klasy wyższej pod japońską marką Mazda produkowany od 2024 roku.

## Historia i opis modelu

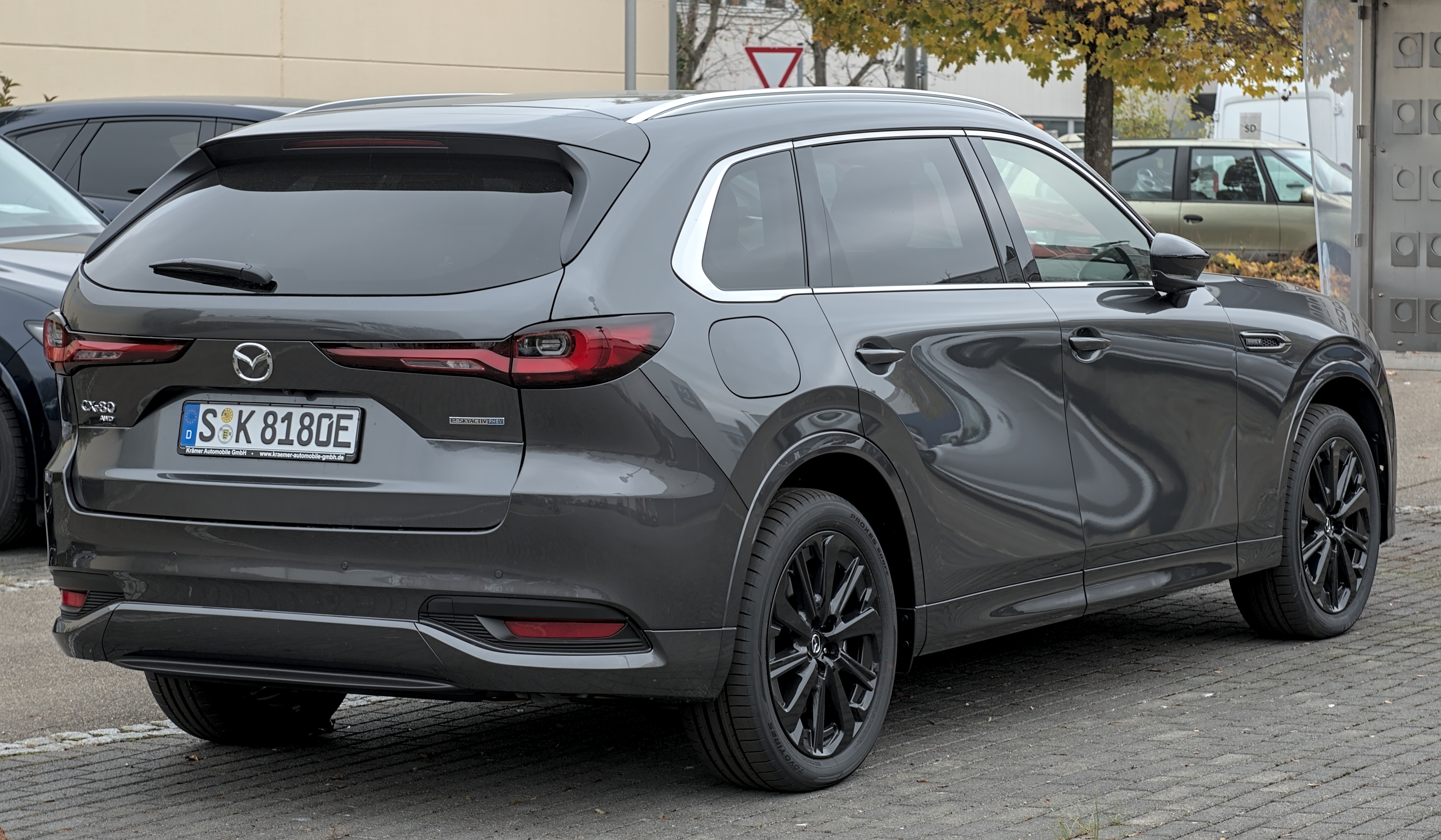
Mazda CX-80 - tył

Mazda CX-80 została zaprezentowana 18 kwietnia 2024 roku. Jest to trzyrzędowa wersja oferowanego w Europie modelu CX-60. Jest to również największy SUV marki oferowany w Europie i czwarty model marki wyposażony w hybrydę plug-in hybrid. Samochód został wprowadzony na rynek latem 2024 roku. Jego amerykańskim odpowiednikiem jest model CX-90.